# Ici sans moi
Pour plus de détails, voir Fiche technique et Distribution.
Ici sans moi est un film dramatique iranien réalisé par Bahram Tavakoli et sorti en 2011.

## Synopsis
C'est l'histoire d'une petite famille iranienne. La mère travaille à l'usine et son fils Ehsan dans un magasin tandis que sa sœur Yalda, qui est maladivement timide et a une prothèse de jambe, reste à la maison. La mère désespère de pouvoir marier sa fille, tandis qu'Ehsan qui aspire à être artiste, rêve de quitter l'Iran. Yalda, quant à elle, rêve en secret de Reza, le meilleur ami de Ehsan.

## Distribution
- Fatemah Motamed-Aria : la mère
- Saber Abar : Ehsan
- Negar Javaherian : Yalda
- Parsa Pirouzfar : Reza